# Маріанна (ім'я)
Маріанна (Marianna) — жіноче ім'я, яке зустрічається в Україні.
За однією з версій, ім'я походить від злиття двох імен — Марія (за різними версіями: «запечалена», «вперта», «пані», «відкинута», «улюблена», «самостійна») та Анна («відкинута благодать» або «сумна грація»).
Відомі жінки з ім'ям Маріанна
- Абдуллаєва Маріанна Абдуллаївна
- Гумецька Маріанна Орестівна
- Кіяновська Маріанна Ярославівна
- Лаба Маріанна Миколаївна
- Малина Маріанна Степанівна
- Маріанна Гайніш